# Oxalis callimarginata
Oxalis callimarginata är en harsyreväxtart som beskrevs av Weintroub. Oxalis callimarginata ingår i släktet oxalisar, och familjen harsyreväxter. Inga underarter finns listade i Catalogue of Life.